# Hattie Jacques
Hattie Jacques, nata Josephine Edwina Jaques (Sandgate, 7 febbraio 1922 – Kensington, 6 ottobre 1980), è stata un'attrice britannica.

## Biografia
Conosciuta per aver partecipato alla serie di film Carry On, lavorò anche a teatro e in radio.
Tra i film a cui prese parte vi sono Tempesta a Liverpool (1950), Lo schiavo dell'oro (1951), La grande s...parata (1958), Io e il generale (1958), Come uccidere un'ereditiera (1962), Gangster tuttofare (1969), Quei temerari sulle loro pazze, scatenate, scalcinate carriole (1969) e Ragazze in camera (1972).
Dal 1949 al 1965 fu sposata col collega John Le Mesurier.
Morì a 58 anni a causa di un infarto.

## Filmografia parziale
- Le avventure di Oliver Twist (Oliver Twist), regia di David Lean (1948)
- Il duca e la ballerina (Trottie True), regia di Brian Desmond Hurst (1949)
- Tempesta a Liverpool (Waterfront), regia di Michael Anderson (1950)
- Lo schiavo dell'oro (Scrooge), regia di Brian Desmond Hurst (1951)
- Come Eva... più di Eva (Our Girl Friday), regia di Noel Langley (1953)
- L'isola del paradiso (Up to His Neck), regia di John Paddy Carstairs (1955)
- La pace torna in casa Bentley (As Long as They're Happy), regia di J. Lee Thompson (1955)
- La grande s...parata (Carry On Sergeant), regia di Gerald Thomas (1958)
- Io e il generale (The Square Peg), regia di John Paddy Carstairs (1958)
- Seguendo una stella (Follow a Star), regia di Robert Asher (1959)
- La scuola dei dritti (School of Scoundrels), regia di Robert Hamer (1960)
- Come uccidere un'ereditiera (She'll Have to Go), regia di Robert Asher (1962)
- Il magnifico Bobo (The Bobo), regia di Robert Parrish (1967)
- Gangster tuttofare (Crooks and Coronets), regia di Jim O'Connolly (1969)
- Quei temerari sulle loro pazze, scatenate, scalcinate carriole (Monte Carlo or Bust!), regia di Ken Annakin (1969)
- Le incredibili avventure del signor Grand col complesso del miliardo e il pallino della truffa (The Magic Christian), regia di Joseph McGrath (1969)
- Ragazze in camera (Carry On Abroad), regia di Gerald Thomas (1972)